# 东帝汶抗争档案馆
8°33′20.1″N 125°34′39.2″E / 8.555583°N 125.577556°E
东帝汶抗争档案馆位于东帝汶帝力，是一个关于东帝汶印度尼西亚占领时期抗争时期的档案纪念博物馆。其建立的目的是为了留存国家历史遗产，尤其是向年轻一代传播由东帝汶人民进行抵抗斗争的价值观。

## 历史
东帝汶抗争档案馆于2005年12月7日对外开放。时任东帝汶总理马里·阿尔卡蒂里和沙纳纳·古斯芒出席了博物馆的开馆典礼。

## 建筑
东帝汶抗争档案馆建址位于之前的葡属帝汶法院。原博物馆建筑于1999年东帝汶危机期间被烧毁。重建的新档案馆建立在一个1325m2×1165m2的庭院上，其建筑师是Tânia Bettencourt Correia。